# Juan Antonio Mármol
Juan Antonio Mármol fue un guerrillero español que peleó en la Guerra de la Independencia Española.
Indignado por la invasión de la patria por los ejércitos de Napoleón y por las atrocidades que sus soldados cometían, se lanzó al campo al frente de una guerrilla de cordobeses. A los pocos días atacó y derrotó a 55 dragones en las inmediaciones de Castril, matando 14 y aprisionando a los restantes, y esto con sólo 20 hombres. 
Más tarde penetró en la importante ciudad de Lucena, deseoso de reanimar el espíritu del pueblo, un tanto decaído. Sabedores los imperiales, entraron en número de 400 soldados, aprovechándose de la salida de Mármol, con la intención de prender a varios patriotas. Avisado Mármol, acudió con sus guerrilleros y algunos vecinos de Cabra que llegaron entusiasmados, unos con trabucos, otros con una hoz, trabándose en las mismas calles de Lucena una sangrienta lucha (septiembre de 1810). Los franceses trataron de huir y acogerse a las alturas de un cerro inmediato, pero Juan Antonio no les dio tiempo y con el apoyo de hombres y mujeres y hasta de los niños, los obligó a combatir. El resultado fue que dejaron las plazas y calles sembradas de cadáveres y en vergonzosa huida los bonapartistas.